# Терисаккан
Терисакка́н (каз. Терісаққан) — село у складі Кербулацького району Жетисуської області Казахстану. Входить до складу Талдибулацького сільського округу.
У радянські часи село називалось Лугове.
Населення — 11 осіб (2021; 51 у 2009, 52 у 1999, 46 у 1989).